# Bidenichthys consobrinus
Bidenichthys consobrinus är en fiskart som först beskrevs av Frederick Wollaston Hutton, 1876.  Bidenichthys consobrinus ingår i släktet Bidenichthys och familjen Bythitidae. Inga underarter finns listade.